# Ludovic Buysens
Ludovic Buysens (13 maart 1986) is een Belgische voetballer die als centrale verdediger en als verdedigende middenvelder uit de voeten kan. Hij speelt sinds 2018 voor FCV Dender EH. 

## Carrière
Ludovic zette zijn eerste voetbalpasjes bij KFC Ruien. Hierna vervolmaakte hij zijn opleiding bij SV Waregem en AA Gent. Bij die laatste maakte hij tevens zijn debuut in de hoogste voetbalklasse. Vervolgens speelde hij in de lagere afdelingen achtereenvolgens bij Eendracht Aalst, SK Ronse en SK Deinze, alvorens de stap terug naar de eerste klasse te zetten bij RAEC Mons. Begin juni 2009 raakte bekend dat hij een overeenkomst van drie seizoenen had ondertekend bij Sint-Truidense VV. Vanaf 2012 speelde hij voor Oud-Heverlee Leuven. In de zomer van 2014 werd hij gehaald door K. Lierse SK. Hij startte onder Stanley Menzo in de basis. In de eerste 5 speeldagen van de competitie speelde hij 4 matchen. Hierna kreeg hij een blessure en kon zich niet meer in het team werken. In de zomer van 2015 werd er gedacht om Buysens te laten gaan. Dit deed de club ze niet en Buysens groeide uit tot een vaste basispion en kapitein onder Eric Van Meir. 

## Clubstatistieken
Laatst bijgewerkt 29/09/16
| Seizoen | Club                | Land   | Reeks                  | Wed | Goals |
| ------- | ------------------- | ------ | ---------------------- | --- | ----- |
| 2004/05 | AA Gent             | België | Eerste Klasse          | 5   | 0     |
| 2005/06 | AA Gent             | België | Eerste Klasse          | 0   | 0     |
| 2006    | Eendracht Aalst     | België | Derde Klasse A         | 14  | 2     |
| 2006/07 | SK Ronse            | België | Tweede Klasse          | 30  | 1     |
| 2007/08 | SK Deinze           | België | Tweede Klasse          | 34  | 4     |
| 2008/09 | RAEC Mons           | België | Eerste Klasse          | 31  | 1     |
| 2009/10 | Sint-Truidense VV   | België | Jupiler League         | 17  | 0     |
| 2009/10 | Sint-Truidense VV   | België | Play-Off I             | 10  | 1     |
| 2010/11 | Sint-Truidense VV   | België | Jupiler League         | 8   | 0     |
| 2010/11 | Sint-Truidense VV   | België | Play-Off II A          | 6   | 0     |
| 2011/12 | Sint-Truidense VV   | België | Jupiler League         | 23  | 1     |
| 2011/12 | Sint-Truidense VV   | België | Play-Off III           | 2   | 0     |
| 2012/13 | Oud-Heverlee Leuven | België | Jupiler League         | 17  | 0     |
| 2013/14 | Oud-Heverlee Leuven | België | Jupiler League         | 19  | 0     |
| 2014/15 | K. Lierse SK        | België | Jupiler League         | 4   | 0     |
| 2015/16 | K. Lierse SK        | België | Tweede Klasse          | 25  | 2     |
| 2016/17 | K. Lierse SK        | België | Eerste klasse B        | 22  | 2     |
| 2017/18 | K. Lierse SK        | België | Eerste klasse B        | 1   | 0     |
| 2018/19 | FCV Dender EH       | België | Eerste klasse amateurs | -   | -     |
|         |                     |        | Totaal                 | 268 | 14    |